# Gustav Winckler
Gustav Frands Wilzeck Winckler (* 13. Oktober 1925 in Kopenhagen; † 20. Januar 1979 in Viborg) war ein dänischer Jazz- und Schlagersänger. In Deutschland wurden Aufnahmen auch unter dem Künstlernamen Gunnar Winckler veröffentlicht.

## Leben und Wirken
In jungen Jahren war Winckler in einem Kinderchor und später Jugendchor aktiv. Er verließ als 13-Jähriger die Schule und wurde als Handwerker und Gärtner tätig. Ende der 1940er Jahre begann seine Gesangskarriere. Er hatte Auftritte in einem Restaurant und wurde später fürs Radio entdeckt.
Nachdem beim Dansk Melodi Grand Prix ein Titel für ihn und die Sängerin Birthe Wilke ausgewählt wurde, durften diese als erste Dänen ihr Land beim Grand Prix Eurovision de la Chanson 1957 vertreten. Das Duett Skibet skal sejle i nat (deutsch Das Schiff sticht heute Nacht in See) beendeten die beiden Sänger mit einem langen Kuss, was zu der damaligen Zeit für Entrüstung sorgte. Schließlich erreichten sie den dritten Platz. 
Er versuchte sich noch sechsmal beim dänischen Vorentscheid ohne jedoch einen Sieg zu erringen. Zugleich hatte er zahlreiche Veröffentlichungen und war im In- und Ausland auf Tournee. 
Gustav Winckler starb im Alter von 53 Jahren bei einem Autounfall. Er wurde auf dem Friedhof von Greve Landsby in der Greve Kommune, Region Sjælland, beigesetzt.

## Deutschsprachige Singles (Auswahl)
Alle hier genannten Singles erschienen bei Electrola. (Quelle der Singles: )
- 1954: Meine Heimat bist du / Großstadt-Blues
- 1954: Die grauen Stunden / Die Zeit bleibt steh’n
- 1955: Blaue Nacht am Lido / Zum Abschied
- 1955: Ich hab dich so lieb / Zwei blaue Augen
- 1956: Chrysanthemen Blues / Das machst nur du
- 1956: Auf Jamaica, da sehen wir uns wieder / Der Blumenmarkt von Nizza
- 1956: Schlaf mein kleiner Liebling (Too-ra-loo-ra-loo) / Was weisst du von Liebe, Bambina
- 1957: Weit ist der Weg nach Hause / Wo bist Du?
- 1957: Gin und Rum / Das Schiff geht in See heute Nacht (mit Bibi Johns)
- 1957: Big Belly / Er wollte keine (als nur die eine)
- 1957: In der Mitte von Samoa (In the middle of the Island) / Iren (Jos he gone)
- 1958: Wenn die Glocke sieben schlägt (Ev’ry night at nine o’clock) / Good mornin’ boys (Good mornin’ life)
- 1958: Angel Baby / Es ist kein Klavier in diesem Haus (There is no piano in this house)
- 1959: Der Chico aus Portorico (Mara Cangalha) / Bernardine
- 1959: Tomboy / Fly little bluebird (Flieg kleiner Vogel)
- 1959: Banjo-Melodie (Ich spiel so gern auf meinem Banjo) / Rosalie aus Rimini (Amore)
- 1960: In den Straßen von Athen / Margot (Der neunte Mai)